# Sergio Marcelo Vázquez Robledo
Sergio Marcelo Vázquez Robledo (sinh ngày 14 tháng 10 năm 1972 ở Trinidad, Uruguay) là cầu thủ bóng đá người Uruguay. Anh ấy chơi cho các câu lạc bộ ở Uruguay, Chile và México.

## Các đội bóng
- Montevideo Wanderers 1989–1994
- Deportes Temuco 1994–1995
- Rangers 1995–1996
- Deportes Antofagasta 1996–1997
- Necaxa 1997–2000
- Tigres UANL 2000–2001
- Puebla 2001–2003
- Nacional 2003
- Rangers 2004–2005